# Ludwig-Börne-Preis

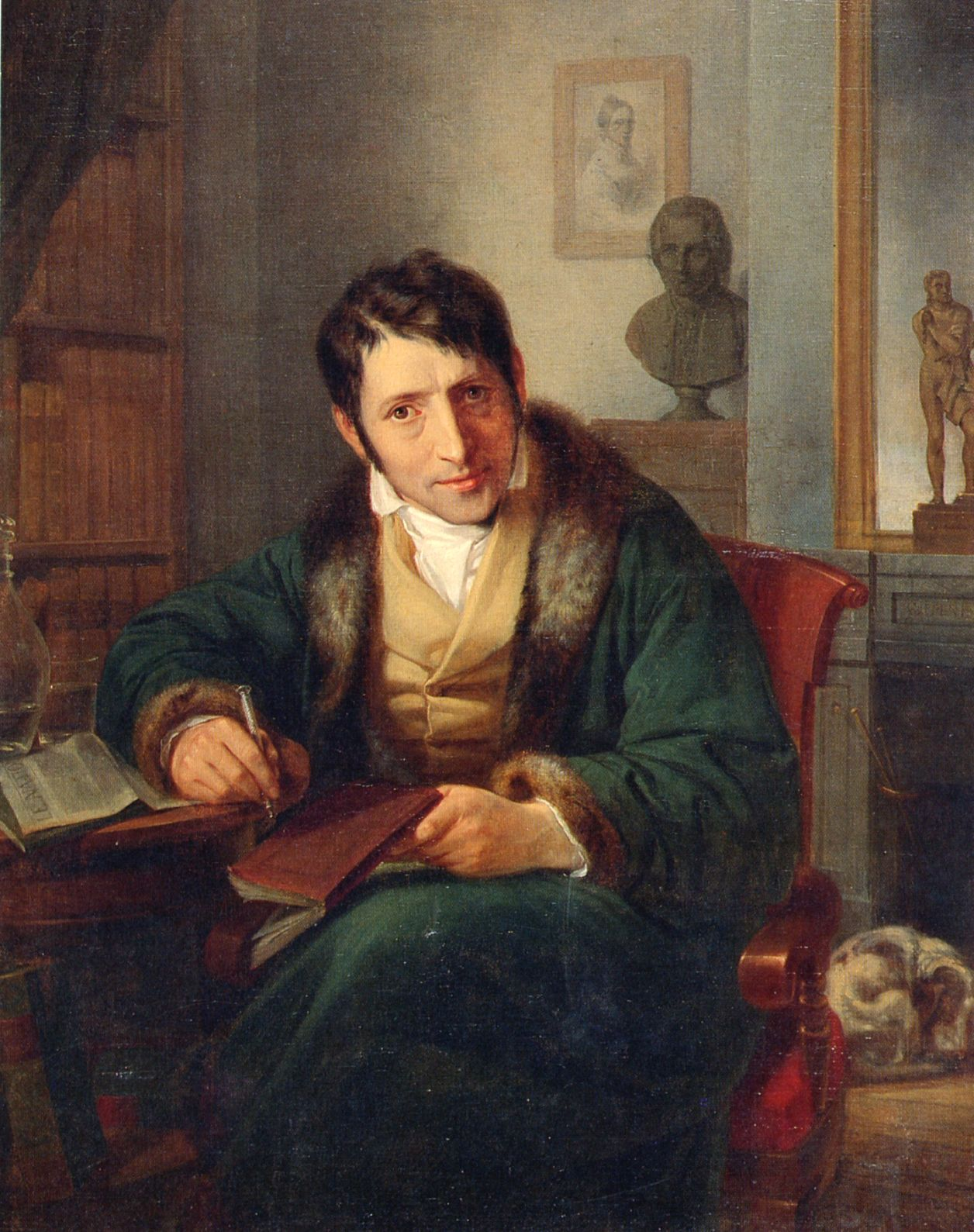
Namensgeber Ludwig Börne

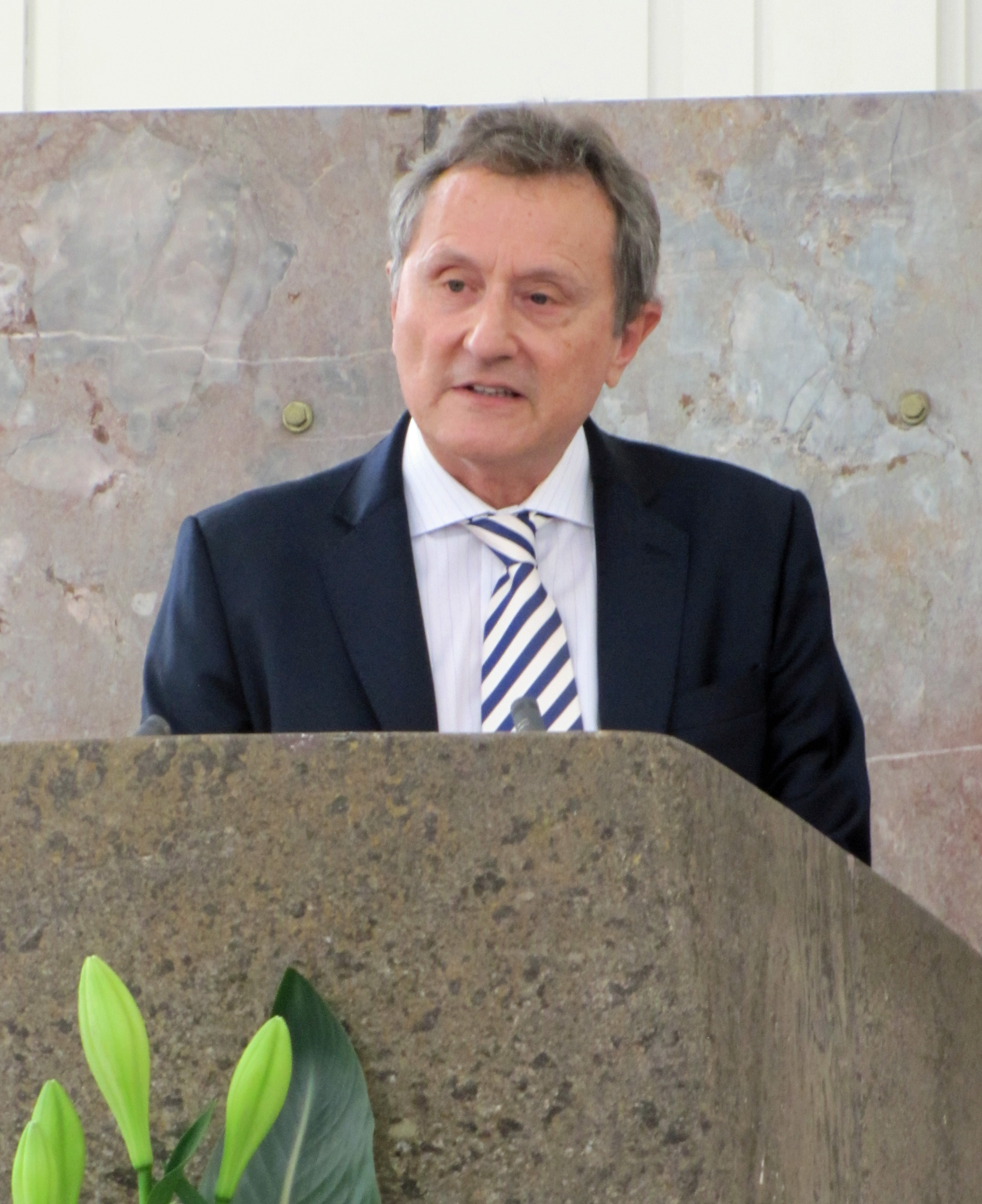
Der Vorsitzende der Ludwig-Börne-Stiftung Gotthelf bei seiner Begrüßungsrede zur Preisverleihung 2018 in der Frankfurter Paulskirche

Der Ludwig-Börne-Preis ist eine Auszeichnung der Ludwig-Börne-Stiftung, mit Sitz in Frankfurt am Main, für hervorragende Leistungen deutschsprachiger Autoren in den Bereichen Reportage, Essay und Kritik.

## Ziel und Verfahren
Der Frankfurter Bankier und Publizist Michael Gotthelf gründete 1993 zusammen mit anderen, nicht genannten Privatleuten eine Stiftung, die seitdem den Ludwig-Börne-Preis alljährlich an deutschsprachige Autoren verleiht. Damit solle an den Frankfurter Schriftsteller, revolutionären Demokraten und politischen Journalisten Ludwig Börne (1786–1837) und sein Werk erinnert werden.
Über den Preisträger entscheidet ein vom Stiftungsvorstand der Stiftung benannter Preisrichter, ein sogenannter Juror, in alleiniger Verantwortung. Er hält auch die Laudatio für den Preisträger des mit 20.000 Euro dotierten Preises. Die Verleihung findet in der Frankfurter Paulskirche statt.
Im Jahre 2010 verlieh die Stiftung selbst zum ersten Mal die Börne-Ehrenmedaille an Marcel Reich-Ranicki für sein Lebenswerk.

## Stiftungsvorstand
Gründer und Vorsitzender der Ludwig-Börne-Stiftung ist Michael A. Gotthelf. Mitglieder des Vorstands sind Salomon Korn (Vorsitzender der Jüdischen Gemeinde Frankfurt am Main), Peter Feldmann (ehemaliger Oberbürgermeister der Stadt Frankfurt am Main), Klaus-Peter Müller (ehemaliger Aufsichtsratsvorsitzender der Commerzbank), Hubert Burda (Hubert Burda Medien) und Thomas Bellut (Intendant des ZDF).

## Preisträger
- 1993: Joachim Kaiser, Redakteur (Juror und Laudator: Marcel Reich-Ranicki, Publizist und Literaturkritiker)
- 1994: Marie-Luise Scherer, Schriftstellerin (Jurorin und Laudatorin: Monika Maron, Schriftstellerin)
- 1995: Marcel Reich-Ranicki, Publizist und Literaturkritiker (Jurorin und Laudatorin: Klara Obermüller, Journalistin, Schriftstellerin und Fernsehmoderatorin)
- 1996: Joachim Fest, Publizist, Autor und Zeithistoriker (Juror und Laudator: Klaus von Dohnanyi, Erster Bürgermeister von Hamburg a. D.)
- 1997: Richard Schröder, Philosoph und evangelischer Theologe (Juror und Laudator: Hans Maier, Politiker und Politikwissenschaftler)
- 1998: Josef Joffe, Publizist, Verleger und Dozent (Juror und Laudator: Hellmuth Karasek, Journalist, Autor und Literaturkritiker)
- 1999: Georges-Arthur Goldschmidt, Schriftsteller und Übersetzer (Juror und Laudator: Peter von Matt, Germanist)
- 2000: nicht vergeben
- 2001: Rudolf Augstein, Journalist, Verleger und Publizist (Juror und Laudator: Frank Schirrmacher, Mitherausgeber der F.A.Z. und Publizist)
- 2002: Hans Magnus Enzensberger, Dichter, Schriftsteller und Redakteur (Jurorin und Laudatorin: Rachel Salamander, Herausgeberin)
- 2003: George Steiner, Schriftsteller, Philosoph und Kulturkritiker (Juror und Laudator: Joschka Fischer, Bundesaußenminister)
- 2004: Daniela Dahn, Journalistin und Schriftstellerin (Juror und Laudator: Jorge Semprún, Schriftsteller)
- 2005: Henning Ritter, Redakteur[1] (Juror und Laudator: Michael Krüger, Verleger und Schriftsteller)
- 2006: Wolfgang Büscher, Journalist und Autor (Juror und Laudator: Horst Köhler, Bundespräsident)
- 2007: Henryk M. Broder, Journalist und Buchautor (Juror und Laudator: Helmut Markwort, Chefredakteur des Focus; Broder kündigte am 4. Juni 2013 in der Zeitung Die Welt an, den Preis aus Protest zurückzugeben.[2])
- 2008: Alice Schwarzer, Frauenrechtlerin und Herausgeberin der Emma (Juror und Laudator: Harald Schmidt, Kabarettist)
- 2009: Frank Schirrmacher, Journalist, Mitherausgeber der F.A.Z. und Buchautor (Jurorin und Laudatorin: Necla Kelek, Soziologin)
- 2010: Marcel Reich-Ranicki (Ehrenmedaille für sein Lebenswerk; Laudatoren waren die Entertainer Thomas Gottschalk und Harald Schmidt, der Publizist Henryk M. Broder und der Herausgeber Frank Schirrmacher)[3]
- 2011: Joachim Gauck, Bürgerrechtler, Publizist und Pastor[4] (Juror und Laudator: Michael Naumann, Kulturstaatsminister)
- 2012: Götz Aly, Historiker und Journalist (Juror und Laudator: Jens Jessen, Feuilletonchef der Zeit)
- 2013: Peter Sloterdijk, Philosoph und Essayist (Juror und Laudator: Hans Ulrich Gumbrecht, Literaturhistoriker, Kultur- und Literaturwissenschaftler)
- 2014: Florian Illies, Journalist und Autor (Juror und Laudator: Martin Meyer, Feuilletonchef der NZZ)[5]
- 2015: Jürgen Kaube, Journalist und Mitherausgeber der F.A.Z. (Juror und Laudator: Dan Diner, Historiker an der Hebräischen Universität Jerusalem)[6]
- 2016: Martin Meyer, von 1992 bis 2015 Feuilletonchef der Neuen Zürcher Zeitung (Juror und Laudator: András Schiff, ungarisch-österreichisch-britischer Pianist und Dirigent)
- 2017: Rüdiger Safranski, Schriftsteller und Philosoph (Juror und Laudator: Christian Berkel, Schauspieler)
- 2018: Souad Mekhennet, Journalistin und Autorin (Jurorin und Laudatorin: Maybrit Illner, Fernsehjournalistin und Autorin)
- 2019: Eva Menasse, Schriftstellerin (Juror und Laudator: Florian Illies, Verleger)[7][8]
- 2020: Christoph Ransmayr, Schriftsteller (Juror und Laudator: Frank-Walter Steinmeier, Bundespräsident)[9]
- 2021: nicht vergeben
- 2022: Eric Gujer, Journalist und Autor, seit März 2015 Chefredaktor der Neuen Zürcher Zeitung (NZZ) (Juror und Laudator: Leon de Winter, Schriftsteller)
- 2023: Robert Habeck, Politiker und Schriftsteller (Juror: Jürgen Kaube, Publizist)[10]
- 2024: Daniel Kehlmann, Schriftsteller (Jurorin: Felicitas von Lovenberg, Verlegerin und Literaturkritikerin)[11]
- 2025: Dan Diner, Historiker und politischer Schriftsteller (Juror: Daniel Cohn-Bendit)[12]